# Eugenio Pizzuto
Eugenio Pizzuto Puga (San Luis Potosí, 13 de mayo de 2002) es un futbolista Mexicano. Juega como Centrocampista y su equipo es el Club Tigres de la UANL de la Primera División de México.

## Trayectoria

### Wellington Phoenix Football Club
Eugenio Pizzuto asistió a Scot's College, entrenó en la academia Wellington Phoenix y asistió a partidos de la A-League en el Estadio Westpac. Más de 150 jugadores realizaron una prueba de una semana en la ciudad de Monclova, y uno de esos jugadores fue Eugenio Pizzuto, Jess Ibrom dijo que inmediatamente se destacó y posteriormente fue invitado, junto con su hermano, a unirse a la academia, que hoy se conoce como la Wellington Phoenix Football Academy. Tenía solo 12 años cuando llegó a las fuerzas básicas del Wellington Phoenix de Nueva Zelanda, lo que significaba que no podía jugar partidos competitivos debido a una regulación de la FIFA. Se inscribió en el Scot's College y jugó más de 40 juegos durante dos temporadas, principalmente como un jugador de ataque amplio.

### Club de Fútbol Pachuca
Eugenio Pizzuto llegó al Club de Fútbol Pachuca en 2018, donde ha sido parte de la sub-15 y la Tercera División de los Tuzos.

El 21 de enero de 2020; debutó en la Copa MX entrando al minuto 58' por Efraín Orona en el empate 1-1 ante los Venados Fútbol Club

El 25 de enero de 2020 debutó en la Liga MX usando el número 248, entrando de cambio al minuto 58' por Franco Jara en la derrota 3-0 ante Club León, desafortunadamente, 8 minutos después, sufrió una fractura de peroné y luxación de tobillo, lo cual le provocó abandonar el terreno de juego en lágrimas.

### Lille Olympique Sporting Club
El 1 de agosto de 2020 fue presentado oficialmente a Pizzuto como nuevo jugador del Lille Olympique Sporting Club de la Ligue 1 de Francia, convirtiéndose en el tercer mexicano en jugar en el país galo tras Rafael Márquez y Guillermo Ochoa.

### Tigres de la UANL
El 14 de junio de 2023 fue oficialmente anunciada su llegada como nuevo jugador de Tigres UANL de la Primera División de México. Debutó el 25 de junio de 2023 con el dorsal 21 entrando de cambio en el minuto 75' por Juan Pablo Vigón en la victoria 2-1 ante Club de Fútbol Pachuca por el Campeón de Campeones 2022-23.

## Selección nacional

### Sub-17

#### Campeonato Sub-20
El 18 de abril de 2019 fue incluido en la lista definitiva de los 20 jugadores qué jugaron el Campeonato Sub-17 2019, con sede en los Estados Unidos. 
 
Debutó el 1 de mayo de 2019 en el Campeonato sub-17 2017, jugando los 90' minutos en la victoria 1-0 ante Jamaica.

#### Mundial Sub-17
El 7 de octubre de 2019 fue incluido en la lista definitiva de los 21 jugadores qué jugaran el Mundial Sub-17 2019, con sede en Brasil. 

Debutó el 28 de octubre de 2019 siendo capitán de la selección mexicana en el Mundial sub-17 2019, jugó 68' minutos y salió debido a una expulsión por una fuerte entrada al jugador Diego Torres en el empate 0-0 ante Paraguay.
| Selección | País   | PJ | G | Año           |
| --------- | ------ | -- | - | ------------- |
| Sub-17    | México | 12 | 1 | 2010-presente |

#### Partidos internacionalessub-17
| #   | Fecha                   | Estadio                                             | Selección | Rtdo.           | Oponente       | Goles | Competición            | Sust. |
| --- | ----------------------- | --------------------------------------------------- | --------- | --------------- | -------------- | ----- | ---------------------- | ----- |
| 1.  | 1 de mayo de 2019       | Academia IMG - Campo #1, Bradenton, Estados Unidos  | México    | 1-0             | Jamaica        |       | Campeonato Sub-17 2019 | 90'   |
| 2.  | 3 de mayo de 2019       | Academia IMG - Campo #1, Bradenton, Estados Unidos  | México    | 5-0             | Bermudas       |       | Campeonato Sub-17 2019 | 46'   |
| 3.  | 8 de mayo de 2019       | Academia IMG - Campo #1, Bradenton, Estados Unidos  | México    | 2-1             | Puerto Rico    |       | Campeonato Sub-17 2019 | 90'   |
| 4.  | 12 de mayo de 2019      | Academia IMG - Campo #11, Bradenton, Estados Unidos | México    | 5-1             | El Salvador    |       | Campeonato Sub-17 2019 | 90'   |
| 5.  | 14 de mayo de 2019      | Academia IMG - Campo #1, Bradenton, Estados Unidos  | México    | 1-0             | Haití          |       | Campeonato Sub-17 2019 | 90'   |
| 6.  | 16 de mayo de 2019      | Academia IMG - Campo #1, Bradenton, Estados Unidos  | México    | 2-1             | Estados Unidos |       | Campeonato Sub-17 2019 | 51'   |
| 7.  | 28 de octubre de 2019   | Estadio Bezerrão, Gama, Brasil                      | México    | 0-0             | Paraguay       |       | Mundial Sub-17 2019    | 69'   |
| 8.  | 3 de noviembre de 2019  | Estadio Kléber Andrade, Cariacica, Brasil           | México    | 8-0             | Islas Salomón  |       | Mundial Sub-17 2019    | 90'   |
| 9.  | 6 de noviembre de 2019  | Estadio Bezerrão, Gama, Brasil                      | México    | 2-1             | Japón          | 57'   | Mundial Sub-17 2019    | 90'   |
| 10. | 10 de noviembre de 2019 | Estadio Kléber Andrade, Cariacica, Brasil           | México    | 1-0             | Corea del Sur  |       | Mundial Sub-17 2019    | 90'   |
| 11. | 14 de noviembre de 2019 | Estadio Bezerrão, Gama, Brasil                      | México    | 1-1 4-3 Penales | Holanda        |       | Mundial Sub-17 2019    | 120'  |
| 12. | 17 de noviembre de 2019 | Estadio Bezerrão, Gama, Brasil                      | México    | 1-2             | Brasil         |       | Mundial Sub-17 2019    | 90'   |

### Selección mexicana
El 21 de agosto de 2019 fue convocado por Gerardo Martino para disputar una concentración de preparación rumbo a la participación de México en la Liga de Naciones Concacaf.

### Participaciones en selección nacional
| Copa                                | Categoría                           | Sede                                | Resultado                           | Partidos | Goles |
| ----------------------------------- | ----------------------------------- | ----------------------------------- | ----------------------------------- | -------- | ----- |
| Campeonato Sub-17 de 2019           | Sub-17                              | Estados Unidos                      | Campeón                             | 6        | 0     |
| Mundial Sub-17 de 2019              | Sub-17                              | Brasil                              | Subcampeón                          | 6        | 1     |
| Total parcial en selección nacional | Total parcial en selección nacional | Total parcial en selección nacional | Total parcial en selección nacional | 12       | 1     |

## Clubes

### Estadísticas
| Club                                                                                              | Div.          | Temporada     | Liga nacional(1) | Liga nacional(1) | Liga nacional(1) | Copas nacionales(2) | Copas nacionales(2) | Copas nacionales(2) | Torneos internacionales | Torneos internacionales | Torneos internacionales | Total | Total | Total  | Media goleadora |
| Club                                                                                              | Div.          | Temporada     | Part.            | Goles            | Asist.           | Part.               | Goles               | Asist.              | Part.                   | Goles                   | Asist.                  | Part. | Goles | Asist. | Media goleadora |
| ------------------------------------------------------------------------------------------------- | ------------- | ------------- | ---------------- | ---------------- | ---------------- | ------------------- | ------------------- | ------------------- | ----------------------- | ----------------------- | ----------------------- | ----- | ----- | ------ | --------------- |
| C. F. Pachuca · México                                                                            | 1.ª           | 2019-20       | 1                | 0                | 0                | 1                   | 0                   | 0                   | 0                       | 0                       | 0                       | 2     | 0     | 0      | 0.0             |
| C. F. Pachuca · México                                                                            | Total club    | Total club    | 1                | 0                | 0                | 1                   | 0                   | 0                   | 0                       | 0                       | 0                       | 2     | 0     | 0      | 0.0             |
| Lille O. S. C. Francia                                                                            | 1.ª           | 2020-21       | 0                | 0                | 0                | 0                   | 0                   | 0                   | 0                       | 0                       | 0                       | 0     | 0     | 0      | 0.0             |
| Lille O. S. C. Francia                                                                            | Total club    | Total club    | 0                | 0                | 0                | 0                   | 0                   | 0                   | 0                       | 0                       | 0                       | 0     | 0     | 0      | 0.0             |
| Tigres UANL · México                                                                              | 1.ª           | 2023-act      | 0                | 0                | 0                | 1                   | 0                   | 0                   | 0                       | 0                       | 0                       | 1     | 0     | 0      | 0.0             |
| Tigres UANL · México                                                                              | Total club    | Total club    | 0                | 0                | 0                | 1                   | 0                   | 0                   | 0                       | 0                       | 0                       | 1     | 0     | 0      | 0.0             |
| Total carrera                                                                                     | Total carrera | Total carrera | 1                | 0                | 0                | 2                   | 0                   | 0                   | 0                       | 0                       | 0                       | 3     | 0     | 0      | 0.0             |
| (1)Incluye datos de la Liga MX (2020), Ligue 1 (2020-Act). (2)Incluye datos de la Copa MX (2020). |               |               |                  |                  |                  |                     |                     |                     |                         |                         |                         |       |       |        |                 |

### Resumen estadístico
| Competición           | Partidos | Goles | Asistencias | Media goleadora |
| --------------------- | -------- | ----- | ----------- | --------------- |
| Primera división      | 1        | 0     | 0           | 0.0             |
| Copas nacionales      | 1        | 0     | 0           | 0.0             |
| Copas internacionales | 1        | 0     | 0           | 0.0             |
| Total                 | 2        | 0     | 0           | 0.0             |

## Palmarés

### Campeonatos nacionales
| Título               | Club           | País    | Año     |
| -------------------- | -------------- | ------- | ------- |
| Ligue 1              | Lille O. S. C. | Francia | 2020-21 |
| Supercopa de Francia | Lille O. S. C. | Francia | 2021    |
| Campeón de Campeones | Tigres UANL    | México  | 2022-23 |

### Distinciones individuales
| Distinción                                                           | Año  |
| -------------------------------------------------------------------- | ---- |
| Incluido en el Once Ideal del Campeonato Sub-17 de la Concacaf 2019. | 2019 |
| Balón de Bronce de la Copa Mundial de Fútbol Sub-17 de 2019.         | 2019 |